# 奧爾德里奇
奧爾德里奇（Aldridge）是英格蘭西米德蘭的一個城鎮，在歷史上屬於斯塔福德郡。據2001年人口普查，奧爾德里奇有人口16,862人。

## 外部連結
- Walsall council local history （页面存档备份，存于）